# Флорентійський кодекс

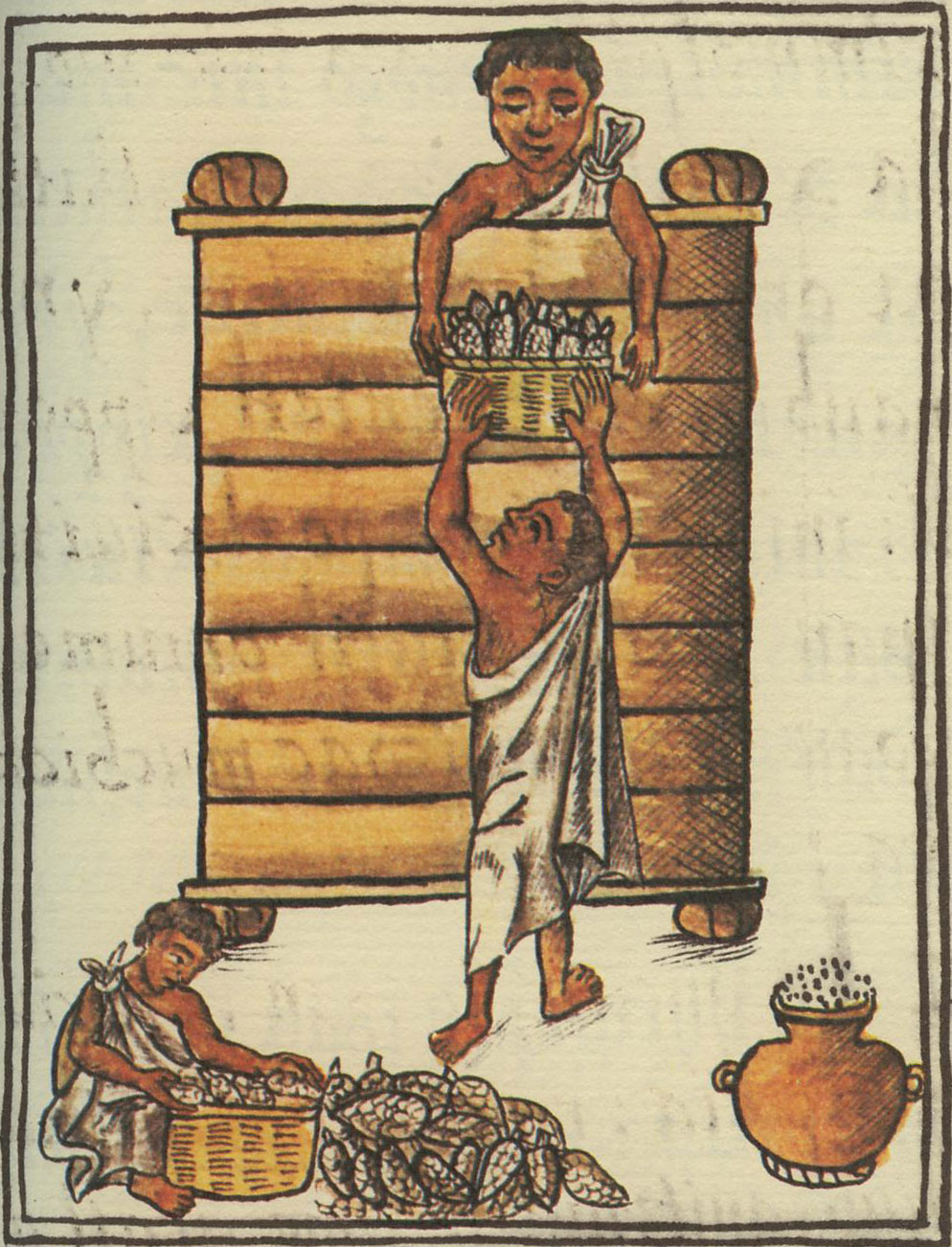
«Зберігання маїсу». Уривок з Флорентійського кодексу

Флорентійський кодекс (Florentine Codex) — історико-етнографічна праця з огляду звичаїв, ідей, релігії, соціальних і політичних інститутів, медицини ацтеків та флори і фауни, які їх оточували. Перша назва «Загальна історія речей Нової Іспанії». Створено у 1547–1577 роках Бернардіно де Саагуном на мовах науатль й іспанською.

## Історія створення
Саагун почав проводити дослідження культур корінного населення в 1540-х рр, використовуючи підхід, який вчені назвали б попередником сучасного польового методу в антропології. Ним рухали головним чином релігійні цілі: він вірив, що необхідно зрозуміти хибних богів та їх вплив на народ ацтеків, щоб викорінити віру місцевого населення в цих богів і навернути їх у християнство. Саагун відкидав більшу частину місцевої культури, але при цьому захоплювався багатьма якостями ацтеків.
Саагун користувався підтримкою двох серйозних місцевих груп: старійшин багатьох міст центральної Мексики (принципалів) і студентів нахуа, а також колишніх студентів коледжу Санта-Крус-де-Тлателолко, де Саагун пропрацював більшу частину свого життя в віце-королівстві Нова Іспанія. Принципали відповідали на опитувальники про свою культуру і релігії, підготовлені Саагуна, і їх відповіді записувалися пиктографическим видом письма. Студенти нахуа розшифровували зображення і доповнювали відповіді, фонетично транскрибіруя науатль буквами латинського алфавіту. Потім Саагун переглядав текст на науатль і додавав власний переклад іспанською. Вся робота зайняла майже 30 років, до 1569 році була готова версія на науатль і нарешті була завершена в 1575–1577 роках, коли Саагун підготував новий повний екземпляр рукопису. Потім рукопис був відвезений до Іспанії фраєм Родріго де Секера, головним уповноваженим ордену францисканців, що підтримував роботу Саагуна.
Втім на тривалий час про цю працю забули. Потім вона потрапила до бібліотеки Медичі у Флоренції. Вперше було опубліковано в незалежній Мексиці в 1829 році. Повне наукове видання Флорентійського кодексу було здійснено в 1950–1969 роках Чарлзом Дібблем і Артуром Андерсоном, які в 1982 році також видали повний англійський переклад. Вперше російською мовою переведені книги V, X і XI українським фахівцем з доколумбових цивілізацій С.Купрієнко, а в 2014 — частково книги III, VII і X. Оригінал натепер знаходиться в Бібліотеці Медічі Лауренціана у Флоренції (Італія).

## Зміст
Це значний твір в 12-ти книгах, що спочатку були поділені на 4 томи, кожен в окремому палітурці, але пізніше з них склали три томи (том 1 — 353 аркуші; том 2 — 375 аркушів; том 3 — 495 аркуша; чорнило на папері; 310 x 212 мм).
Рукопис оформлено у вигляді двох стовпців: праворуч знаходиться вихідний текст на науатль, а ліворуч — іспанський переклад Саагуна. 2468 чудових ілюстрацій, зроблених студентами, розташовані в основному в лівому стовпці, де текст коротше. В ілюстраціях поєднуються синтаксичні та символічні риси давньої традиції рисункового листа науа із зовнішніми ознаками європейського живопису епохи Відродження.
У I книзі «Боги» дано опис головних божеств ацтекського пантеону, з перерахуванням їх відмінних фізичних особливостей, облачення, основних функцій і присвячених їм урочистостей. Щоб зробити цих богів більш зрозумілими для європейських читачів, Саагун деколи проводить паралелі з божествами грецької і римської міфологій. Уїцилопочтлі (в кодексі Уітцілобучтлі) називається другим Гераклом, Тецкатліпока — другим Юпітером. Уїцілопочтлі, Тлалок і два інших верховних бога зображені листку 10, лицьовій стороні.
У II книзі «Ритуали» подається опис свят і жертвопринесень богам, що проводилися відповідно до 20-денного ритуального календаря. Вона включає 20 священних співів або гімнів богам, які Саагун зібрав за усними свідченнями на ранньому етапі свого дослідження. Книга також описує церемонії, що включають людські жертвоприношення.
У книзі III «Походження богів» розповідається про походження богів, зокрема, Тецкатліпоки і Кетцалькоатля, книга також доповнена додатками з розповідями про загробне життя і про освіту ацтеків.
У книзі IV «Мистецтво пророкування» йдеться про засоби здійснення пророцтв, судову астрологію, поширеною серед ацтеків, зокрема про тональпоуаллі (ритуальний календар). Представлено зображення антропофагії, або ритуального канібалізму, який часто входив до ритуалу людських жертвоприношень. Саагун описує жертвоприношення у зв'язку з святами Шіпе Тотека, бога весни і відродження, і Уїцілопочтлі, бога сонця і війни (лист 268, лицьова сторона).
У книзі V «Прикмети і забобони» поясюються прикмети, провісники і забобони ацтеків. Автор часто цитує стародавні місцеві традиції.
У книзі VI «Риторика і етіка» розповідається про «Уеуетлатоллі» («Слова давніх»), які включають в себе, за свідченням Саагуна, риторику, етику і теологію мексиканських народів, у якій міститься безліч цікавих речей, що демонструють краси мови і дуже тонкі матерії, що відносяться до моральних якостей. Автор приводить цитати, наприклад, з бесіди батька з донькою, що досягла свідомого віку.
У книзі VII «Сонце, місяць, звірки та зв'язка років» міститься переказ про створення сонця і місяця, про який Саагун дізнався з поем і легенд, розповідей ацтекських старійшин. Також подаються міфи про створення зірок, пояснюється термін зв'язка років.
У книзі VIII «Володарі і знать» розповідається про «королів» і знать, форми правління, обрання володарів, а також про звичаї і побут аристократів. У восьмій книзі багато ілюстрацій, що відносяться до способу життя ацтеків, зокрема представлена гра в м'яч й гра патоллі.
У книзі IX «Торгівці» йде про торговців, офіційних осіб, відповідальних за золото, дорогоцінні камені та вироби з пір'я. Також розповідається про паління, що мало місце а ацтеків під час застіль і релігійних церемоній, як за допомогою трубок, що набивають травами і листям, так і за допомогою курильних сигар, зроблених з закручених листя тютюну. Куріння зображено на аркуші 336.
Книга X «Люди, їх достоїнства і вади, а також інші народи» присвячена ацтекському суспільству, зачіпає такі предмети, як достоїнства і недоліки людей, їжу і напої, частини тіла, хвороби та засоби їх лікування. У цій книзі Саагун описує процес приготування шоколаду з какао-бобів, зображений на аркуші 71. У десятій книзі також розповідається про землеробство і приготуванні їжі. У Саагуна присутній довгий список страв, приправлених різними соусами. Остання глава десята книги, про «Народах, які прийшли і населили цю землю», включає два довгих тексти про історію Месоамерики, узятих з відповідей старійшин ацтеків. В одному тексті розповідається про Кетцалькоатля і тольтеків, в іншому — огляд культурного розвитку народів нахуа.
У книзі XI «Природні речі» містить трактат з природної історії. Слідуючи традиційного поділу областей знання, прийнятому в багатьох європейських енциклопедичних роботах, розглядаються «речі божественні (більш поганські), людські та природні в Новій Іспанії». Розповівши про вищих істот, Саагун переходить до тварин, рослин і видам мінералів. При обговоренні лікувальних трав і мінералів Саагун звернувся до знань місцевих лікарів, створившина кшталт ацтекської фармакології. Опис тварин виходить до ацтекських легенд стосовно різних звірів, як реальних, так і міфологічних. Книга являє собою дуже цінне джерело розуміння того, як ацтеки використовували природні ресурси до прибуття європейців. В цій книзі містяться численні зображення звірів, зокрема ссавців (ягуар і броненосець), птахів, плазунів, земноводних, риб і комах. Є найдовшою серед книг кодексу.
У книзі XII «Захоплення Мексики» докладно розповідається про іспанського завоюванні Мексики, яке відбувалося між 1519, коли Е.Кортес висадився на узбережж, і 1521, коли Теночтітлан було захоплено, а ацтеки були підкорені. Історія підноситься з погляду місцевих старійшин, що жили в Теночтітлані під час завоювання і були присутні при цих подіях. Саагун збирав ці розповіді близько у 1553–1555 роках, коли працював в коледжі Санта-Крус-де-Тлателолко. Оповідання на науатль починається з спогади про «знаки і ознаки», які, з'явилися до прибуття іспанців, і завершується капітуляцією Теночтітлана після 80-денної облоги. В ній містяться численні ілюстрації, що зображують епізоди часів завоювання, зокрема прибуття Кортеса, зображення Великої піраміди Теночтітлана, битви між корінними народами та іспанцями, а також руйнування іспанцями ацтекських храмів.